# Gobiderma
Gobiderma is een uitgestorven geslacht van hagedissen uit de familie korsthagedissen (Helodermatidae). De soorten zijn bekend uit het Krijt.